# 麥氏角鱗魷
麥氏角鱗魷（学名：Pholidoteuthis massyae）为角鱗魷科角鱗魷屬下的一个种。